# Nana Falemi
Ngassam Nana Falemi (né le 5 mai 1974 à Bucarest) est un footballeur camerounais. Bien qu'étant né en Roumanie, il est international camerounais.
Fils d'un père camerounais et d'une mère roumaine.

## Palmarès
- Steaua Bucarest
  - Champion de Roumanie en 2001 et 2005
  - Vainqueur de la Supercoupe de Roumanie en 2001

- Cameroun
  - Finaliste de la Coupe des confédérations 2003